# کوژمینک (استان لهستان بزرگ‌تر)
کوژمینک (به لهستانی:  Koźminek) یک روستا در لهستان است که در گمینا کوژمینک واقع شده‌است.
 کوژمینک  ۱٬۸۰۰ نفر جمعیت دارد.